# Бортовой номер

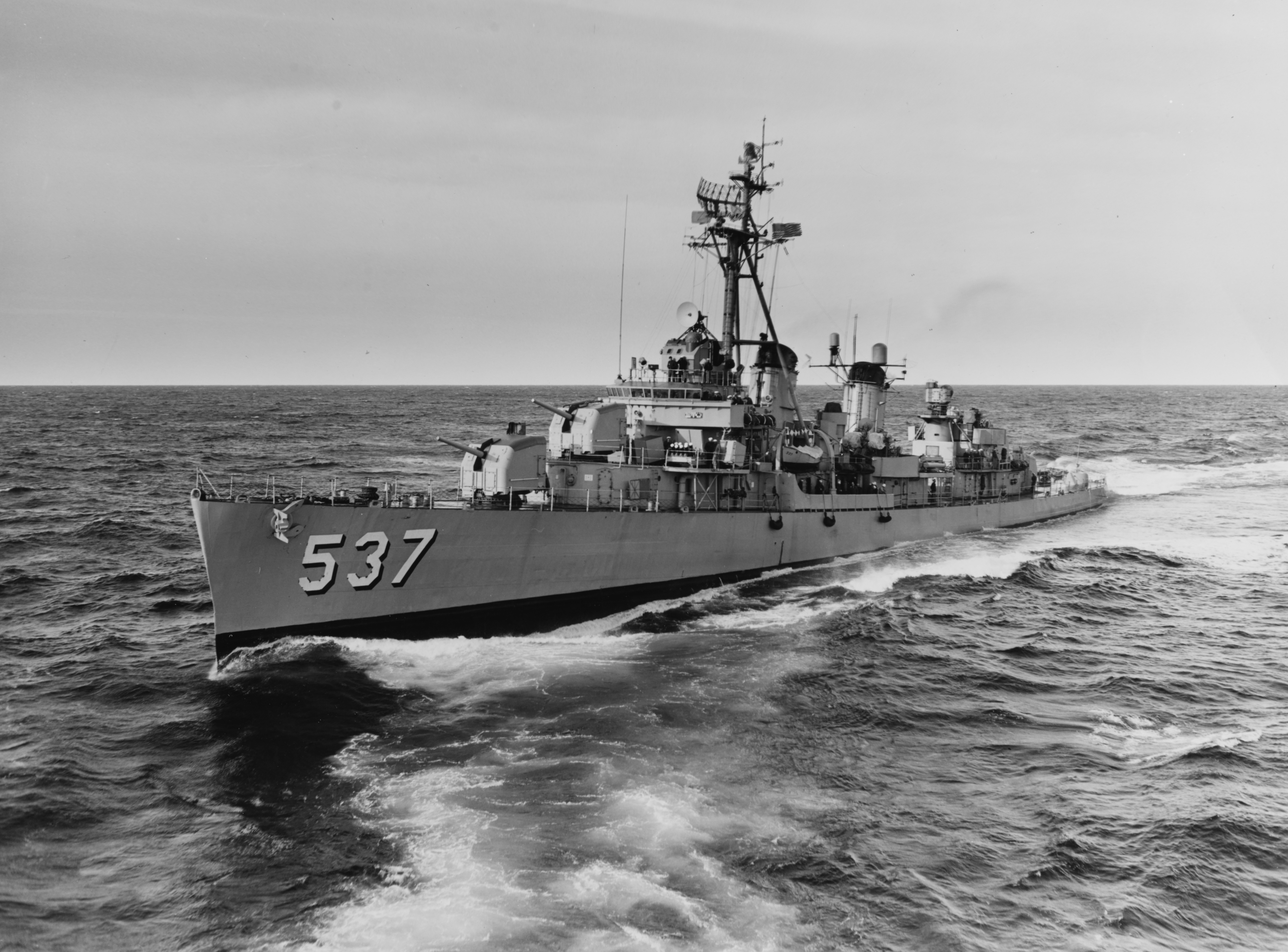
Эсминец The Sullivans (бортовой номер DD-537), 1962

Бортовой номер — (англ. Hull number) способ обозначения кораблей в ВМС и Береговой охране Соединённых Штатов и некоторых других стран или государств, служащий одновременно для их классификации.
В Великобритании, странах Содружества, как и некоторых европейских странах, его аналогом является номер вымпела (англ. Pennant number). Основной особенностью обоих является то, что они присваиваются при заказе корабля и сохраняются в течение всей службы. Только изменение назначения или переклассификация могут повлечь за собой изменение бортового номера. Этим они принципиально отличаются от тактического номера, принятого в ВМФ России и некоторых её союзников или стран-клиентов. Следует заметить, что ВМФ России также использует для него термин «бортовой номер», но вкладывает в него совершенно другой смысл. За пределами России его называют тактический номер.

## Состав
Бортовой номер состоит из буквенной и цифровой части. Буквенная указывает на классификацию. Может состоять из 1÷4 литер, иногда больше. Цифровая часть обычно является порядковым номером в классе или серии. На нумерацию влияют также традиция и изменения доктрины ВМС.
Примеры бортовых номеров: SSN-688 — подводная лодка атомная, ударная. LHA-1 — универсальный десантный корабль. AT-64 — флотский морской буксир. T-AKE-2 — универсальный транспорт снабжения Командования морских перевозок.

## Расположение и вид

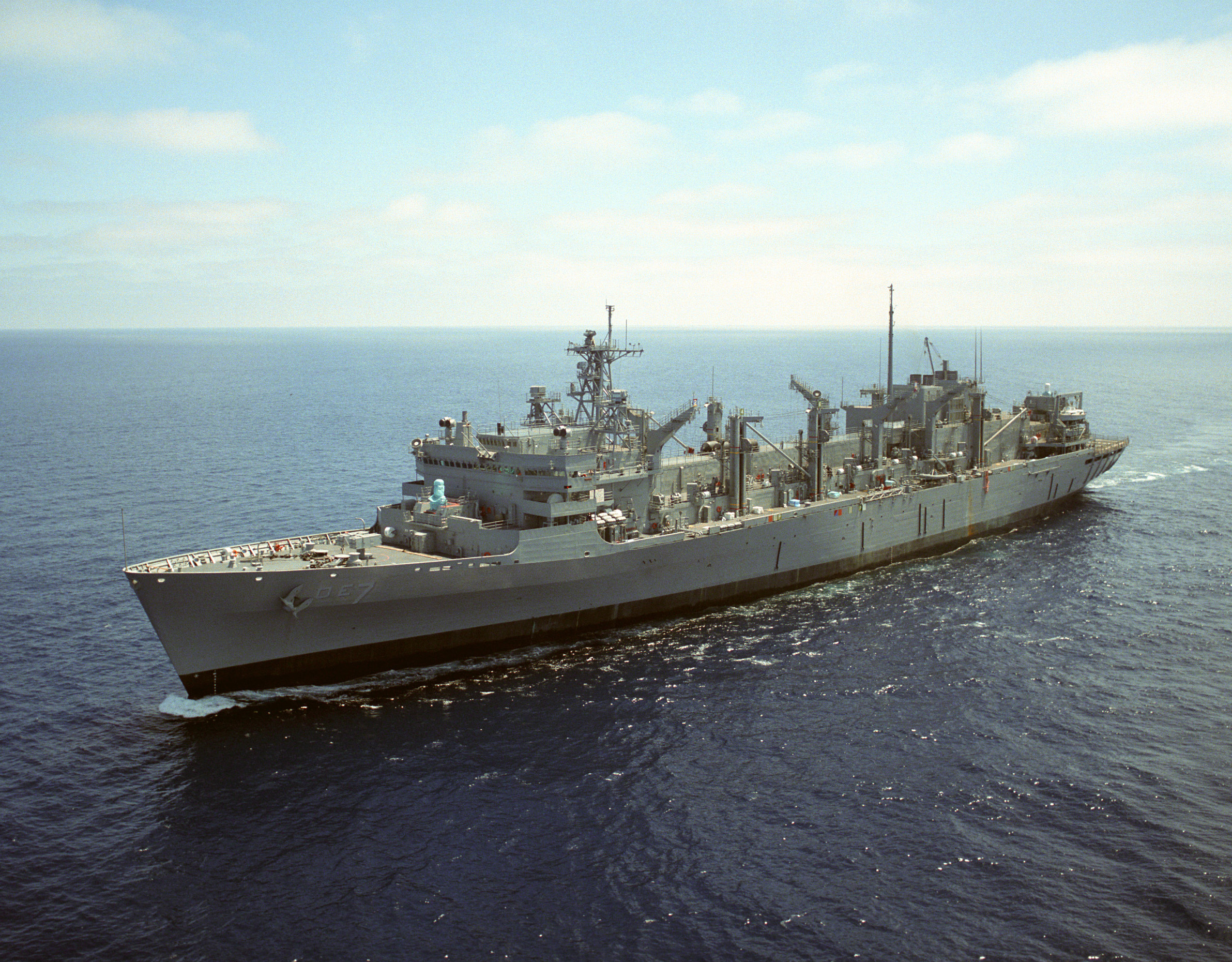
Быстроходный универсальный транспорт снабжения Rainier (AOE-7)

В общем случае, бортовой номер наносится на борту корабля в двух местах: большой хорошо заметный номер в носовой части в районе клюза, и малый в корме у начала закругления, или у края транца.
У авианесущих кораблей, имеющих непрерывную полетную палубу, номер также наносится на ней у носового среза. У авианесущих кораблей, имеющих островную надстройку, номер также наносится по обоим её бортам. У десантных кораблей, имеющих полетную палубу или площадку, номер дополнительно наносится у её кормового среза.
Подводные лодки присвоенный им бортовой номер не несут.
Во всех случаях, кроме полетной палубы, номер имеет белый цвет с черным оттенением справа и снизу. На полетной палубе авианосцев наносится белый контур.
Боевые корабли основных классов (авианосцы, крейсера, эсминцы, фрегаты), а также суда Командования морских перевозок несут только цифровую часть номера.
Вспомогательные корабли и суда обеспечения перед цифрами несут буквенное обозначение уменьшенного (в 2÷2,5 раза) размера, где опущен префикс «A» и дефис. Например, вместо AOE-7 на борту изображается OE7.
Десантные корабли и вспомогательные корабли и суда серий кроме «A» несут префикс полностью.

## Некоторые исторические изменения
Вид бортовых номеров установился с середины 1990-х годов. До этого времени существовали вариации в деталях. Например, подводные лодки несли уменьшенный бортовой номер в верхней части ограждения рубки.
Серьёзные изменения произошли по окончании Второй мировой войны. В ходе её все корабли и суда США, по соображениям маскировки, несли только уменьшенную цифровую часть номера.

## Номер вымпела
Номер вымпела появился в Великобритании. Происходит из эпохи парусного флота, где корабли различались по эскадрам и дивизионам цветом вымпела. С развитием парового флота и специализацией кораблей взамен цвета появилось буквенное обозначение, сопровождаемое номером.
Буква обычно соответствует классу корабля. Смысл буквенного обозначения меняется от страны к стране. Так, в Великобритании в разное время использовались: S — подводная лодка; R — авианосец; B — линкор; C — крейсер; D — эсминец; F — фрегат; U — шлюп; K — корвет; P — патрульный корабль; L — десантный корабль; A — вспомогательное судно (англ. Royal Fleet Auxiliary, RFA), и другие. Но есть и флота, где все префиксы одинаковы. Например, все корабли Украины независимо от класса несут префикс U.
В 1960-х — 1980-х гг. в ВМС Франции и ВМС ФРГ использовались следующие обозначения: D — для обозначения эсминцев с ракетным вооружением, F — для обозначения фрегатов (в том числе ракетных), P — для обозначения патрульных кораблей. Относительно фрегатов и эсминцев та же система обозначения бортовых номеров была принята в ВМС Италии, Турции, Испании и в военно-морских силах некоторых других стран.
Различают номер вымпела с префиксом (англ. flag superior, наиболее распространен) и с суффиксом (англ. flag inferior). Встречаются и номера без префикса (англ. no flag superior).
По британскому примеру, номер вымпела обычно наносится на борту в районе мостика полностью. Например, F235 для HMS Monmouth. Дополнительно, может быть номер меньшего размера на транце.

## Основные страны-пользователи

### Бортовой номер
- США
- Япония
- Южная Корея
- Таиланд

### Номер вымпела
- Великобритания
- Канада
- Австралия
- Франция
- Германия
- Италия
- Нидерланды
- Испания
- Португалия
- Норвегия

## Другие применения
Система классификации с помощью бортовых номеров широко используется в семействе справочников «Джейн» (Jane's Information Group) и военными аналитиками вообще, как база для сравнения кораблей разных стран, независимо от того, приняты в них бортовые номера или другие системы. При этом «Джейн» пользуется американскими буквенными обозначениями, но называет их Class, и далее приводит действительные номера, называя их Pennant Number независимо от страны.